# 613年
| 千纪： | 1千纪                                                                                           |
| 世纪： | 6世纪 \| 7世纪 \| 8世纪                                                                         |
| 年代： | 580年代 \| 590年代 \| 600年代 \| 610年代 \| 620年代 \| 630年代 \| 640年代                       |
| 年份： | 608年 \| 609年 \| 610年 \| 611年 \| 612年 \| 613年 \| 614年 \| 615年 \| 616年 \| 617年 \| 618年 |
| 纪年： | 癸酉年（鸡年）；高昌延和十二年；隋大業九年；向海明白烏元年；新罗建福三十年                      |

## 大事记
- 5月21日，（隋炀帝大业九年四月）隋炀帝是日渡辽水，再击高丽。
- 楊玄感趁隋煬帝第二度出征高句麗之機，於黎陽策動謀反，致第三次隋與高句麗的戰爭無功而返。
- 隋煬帝動用約10萬人在宮城和皇城以外建造了外郭城，大興城的總體格局至此基本形成。
- 孟海公在周橋聚眾起義，控制曹、戴二州。
- 格謙在渤海郡的厭次縣（今山東惠民）起兵，自稱燕王。
- 向海明自立為帝，年號白烏，後被隋將楊義臣所殺。
- 杜伏威與輔公祏於長白山（今山東章丘東北）地區率眾起義。
- 呂明星起兵反隋，被隋將費青奴擊斬。
- 穆罕默德開始在麥加公開傳布伊斯蘭教。
- 羅馬（拜占庭）皇帝希拉克略向包圍敘利亞首府安提阿的薩珊軍隊發動進攻，但被波斯將領沙赫爾巴拉茲擊敗，安提阿也隨即陷落，使波斯海軍可以進入地中海，隨後攻佔聖城耶路撒冷，帶著真十字架等聖物凱旋而歸。

## 各国领袖

### 亚洲
- 中国（隋朝） - 隋炀帝, 中国皇帝 (604–618)
- 突厥
  - 东突厥 - 始毕可汗 (609–619)
  - 西突厥 - 射匮可汗 (611–618)
- 高昌 - 
  1. 麴伯雅, 高昌王 (601–613)
  2. 高昌义和王, 高昌王 (613–620)
- 吐谷浑 - 伏允, 可汗 (597–635)
- 日本 (飞鸟时代) - 推古天皇, 日本天皇 (593–628)
- 朝鲜半岛 (朝鲜三国) -
  - 百济 - 武王, 百济王 (600–641)
  - 高句丽 - 婴阳王, 高句丽王 (590–618)
  - 新罗 - 真平王, 新罗王 (579–632)
- 北印度 - 戒日王 (606–648)
- 遮娄其王朝 - 補羅稽舍二世（英语：Pulakesi II）, 遮娄其王朝君主 (609–642)

### 中东
- 波斯 - 霍斯劳二世, 波斯皇帝 (590–628)

### 欧洲
- 阿瓦尔 -巴颜二世（英语：Bayan II）, 阿瓦尔可汗 (602–617)
- 拜占庭帝国 - 希拉克略 (610–641)
- 法兰克王国 - 
  - 奥斯特拉西亚 -

  1. 提奥德里克二世 勃艮第和奥斯特拉西亚王 (595–613)
  2. 西日貝爾二世 勃艮第和奥斯特拉西亚王 (613)
  3. 克洛塔爾二世, 法兰克墨洛温王朝国王 (613–629)

  - 诺森布里亚王國 - 克洛塔爾二世, 诺森布里亚王 (584–629)
- 伦巴底王国 - 阿吉洛夫 (590–616)
- 西哥特王国 - - 希瑟布特（英语：Sisebur） (612–621)
- 英格兰 (七国时代) - 肯特, 不列颠的统治者（Bretwalda）
  - 东盎格利亚 - 雷德沃尔德 (593–624)
  - 埃塞克斯王国 - 萨伯赫特（英语：Sæberht of Essex） (604–616)
  - 肯特王国 - 埃塞尔伯特 (564 or 580–616)
  - 诺森布里亚 - 埃特尔弗里特（英语：Aethelfrith of Northumbria）, 诺森布里亚王(604–616)
  - 韦塞克斯 - 西内吉尔斯, 韦塞克斯王 (611–643)
- 苏格兰
  - 达尔里阿达 - Eochaid Buide奥凯德, 达尔里阿达（Dál Riata）王 (608–629)
  - 斯特拉斯克莱德王国 - 康斯坦丁（英语：Constantine of Strathclyde） (612–617)
- 威尔士 -
  - 格威尼德王国 - Cadfan ap Iago (613-c.625)

## 逝世
- 向海明，隋末民變領袖。
- 呂明星，隋末民變領袖。
- 楊玄感，隋朝末年割據勢力之一，為宇文述所敗。